# Bedgebury Cross
Bedgebury Cross is een plaats in het Engelse graafschap Kent.